# Мигиївська волость
Мигиївська волость — адміністративно-територіальна одиниця Єлизаветградського повіту Херсонської губернії.
Станом на 1886 рік складалася з 5 поселень, 7 сільських громад. Населення — 1608 осіб (818 чоловічої статі та 790 — жіночої), 242 дворових господарства.
|                     | Площа, десятин | У тому числі орної, дес. |
| ------------------- | -------------- | ------------------------ |
| Сільських громад    | 1467           | 1006                     |
| Приватної власності | 12555          | 6562                     |
| Іншої власності     | 140            | 40                       |
| Загалом             | 14162          | 7608                     |

Найбільші поселення волості:
- Мигаї — село при річці Буг за 120 верст від повітового міста, 900 осіб, 177 дворів, православна церква, школа, 2 лавки, трактир.
- Степанівка (Юрчевське, Кучевське)[2] — містечко при річці Корабельній, 84 особи, 18 дворів, єврейський молитовний будинок, поштова станція, 6 лавок.

Станом на 1896 рік волость було ліквідовано, територія увійшла до складу Благодатнівської волості.